# Apepi I
Apepi I, Apophis I, of ook Pepi I, was de naam van de op een na laatste koning van de 15e dynastie en van de Hyksos. Hij heerste lange tijd, mogelijk zelfs meer dan veertig jaar, over het rijk van de Hyksos in de Nijldelta. Inscripties uit de tempel van Bubastis vertellen ons zijn volledige naam: Aqenienra Apepi.

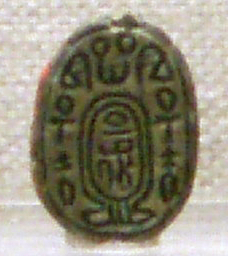
Scarabee van steatiet met cartouche van Apepi I
Museum of Fine Arts

Hij bouwde verschillende tempels en liet onder andere de Rhind-papyrus kopiëren. Hij had al heel veel conflicten met Ta'a II (Seqenenre), maar het was vooral diens zoon, Kamose, die hem heftig bestreed en de Hyksos terugdreef tot Avaris. Uiteindelijk werd deze stad ingenomen door Ahmose.

## Verder lezen
- M. Rice, art. Apepi Awoserre, in M. Rice, Who's who in Ancient Egypt, Londen - Bew York, 1999, pp. 26-27.
- K.S.B. Ryholt, The Political Situation in Egypt during the Second Intermediate Period c. 1800-1550 B.C., Kopenhagen, 1997, pp. 307, 385-387.
- T. Säve-Söderbergh, The Hyksos Rule in Egypt, in Journal of Egyptian Archaeology 37 (1951), pp. 53–71.
- J. Van Seters, The Hyksos: A New Investigation, New Haven, 1967, pp. 153–158.